# Opera din Graz

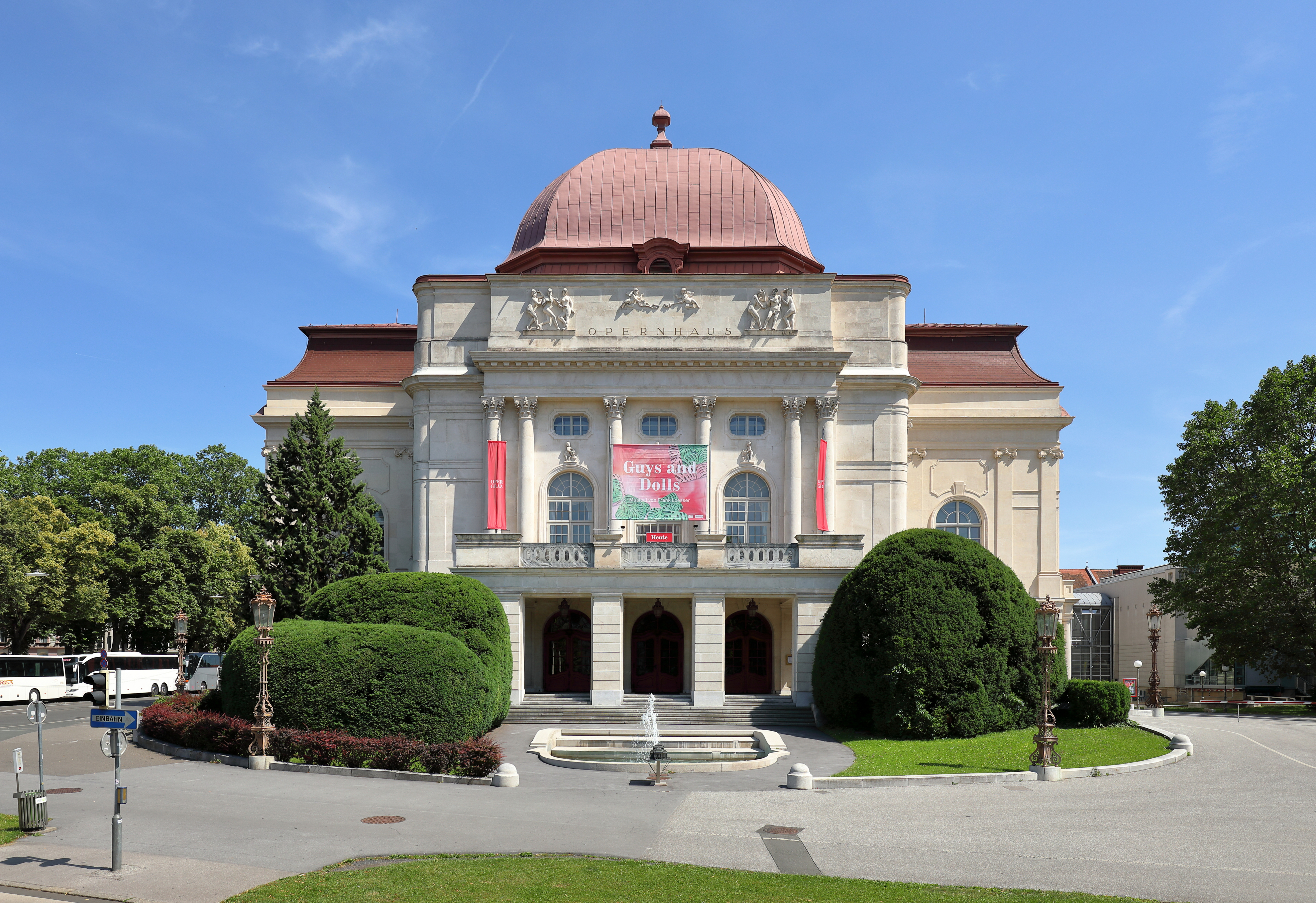
Faţadă principală a Operei din Graz

Opera din Graz (în germană Grazer Oper) este o clădire a operei și o companie de operă din Graz (landul Stiria, Austria).

## Istoric
Primele spectacole de operă care au avut loc la Graz datează încă din secolul al XVII-lea, fiind organizate inițial într-o casă vagon de pe domeniul regal habsburgic. Teatrul Național (Schauspielhaus Graz), construit în 1776, a găzduit multe spectacole timpurii ale operelor lui Mozart, deși astăzi (după multe reconstrucții) este folosit numai pentru reprezentația spectacolelor de teatru. Prima clădire dedicată operei din orașul Graz și predecesoarea imediată a Operei din Graz a fost Teatrul Thalia, adaptat în 1864 dintr-o sală veche de circ. Primele planuri pentru un nou teatru adecvat dimensiunii în creștere și importanței tot mai mari a orașului și care era destinat să fie o "casă nouă pentru arta germană" au fost propuse în 1887.
Proiectată de Ferdinand Fellner și Hermann Helmer în stil neobaroc, Opera din Graz a fost inaugurată în 1899 cu reprezentația piesei Wilhelm Tell de Friedrich Schiller, urmată câteva zile mai târziu de opera Lohengrin de Richard Wagner. Clădirea a suferit daune în timpul bombardamentelor din cel de-Al Doilea Război Mondial, dar a fost reparată și redeschisă după război. Între 1983 și 1985 au fost efectuate lucrări de renovare care au costat 15 milioane dolari; au fost instalate echipamente și facilități moderne, fără a schimba în mod semnificativ exteriorul original și interiorul opulent al clădirii.

## Imagini

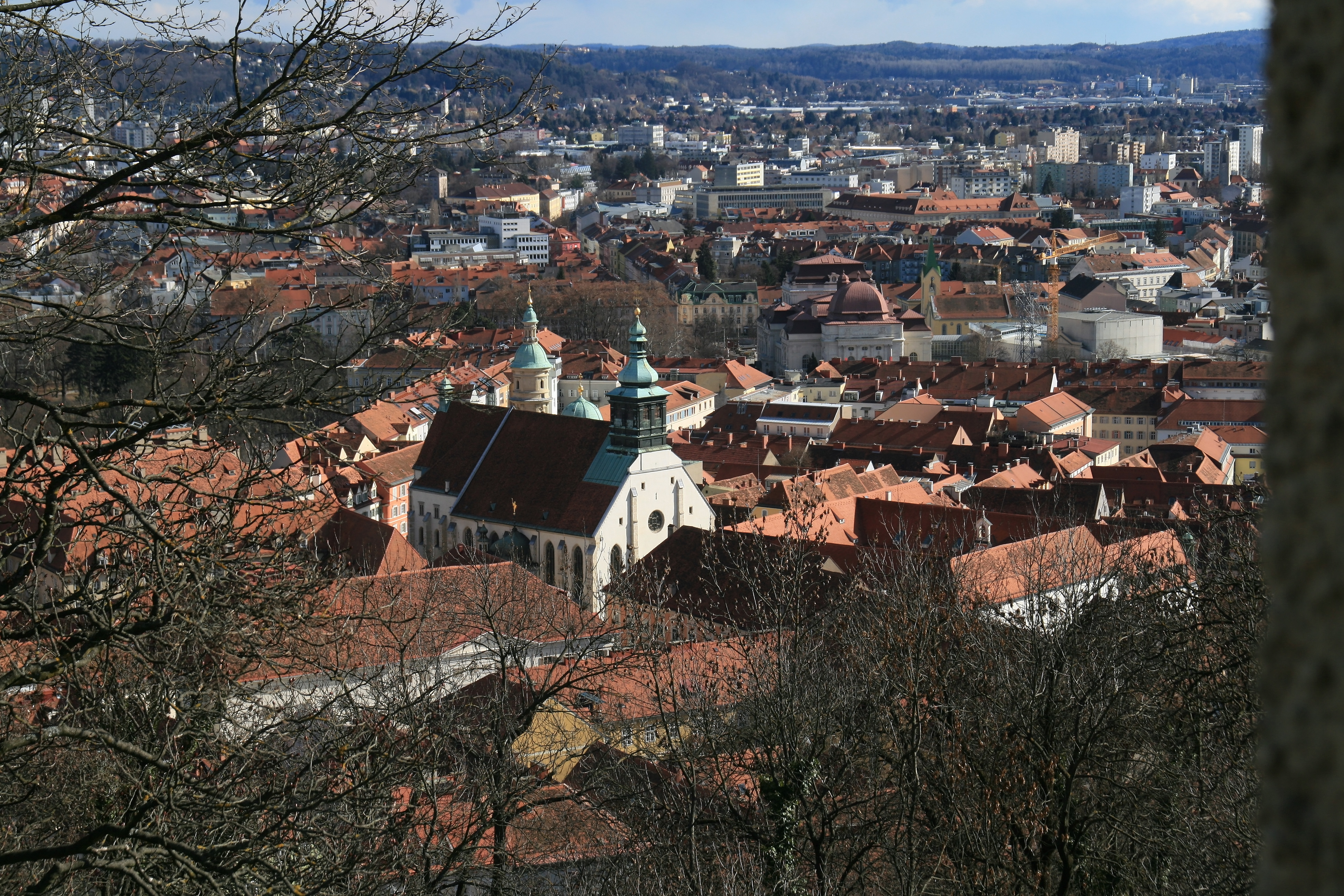
Opera din Graz - vedere din cetatea Grazer Schloßberg
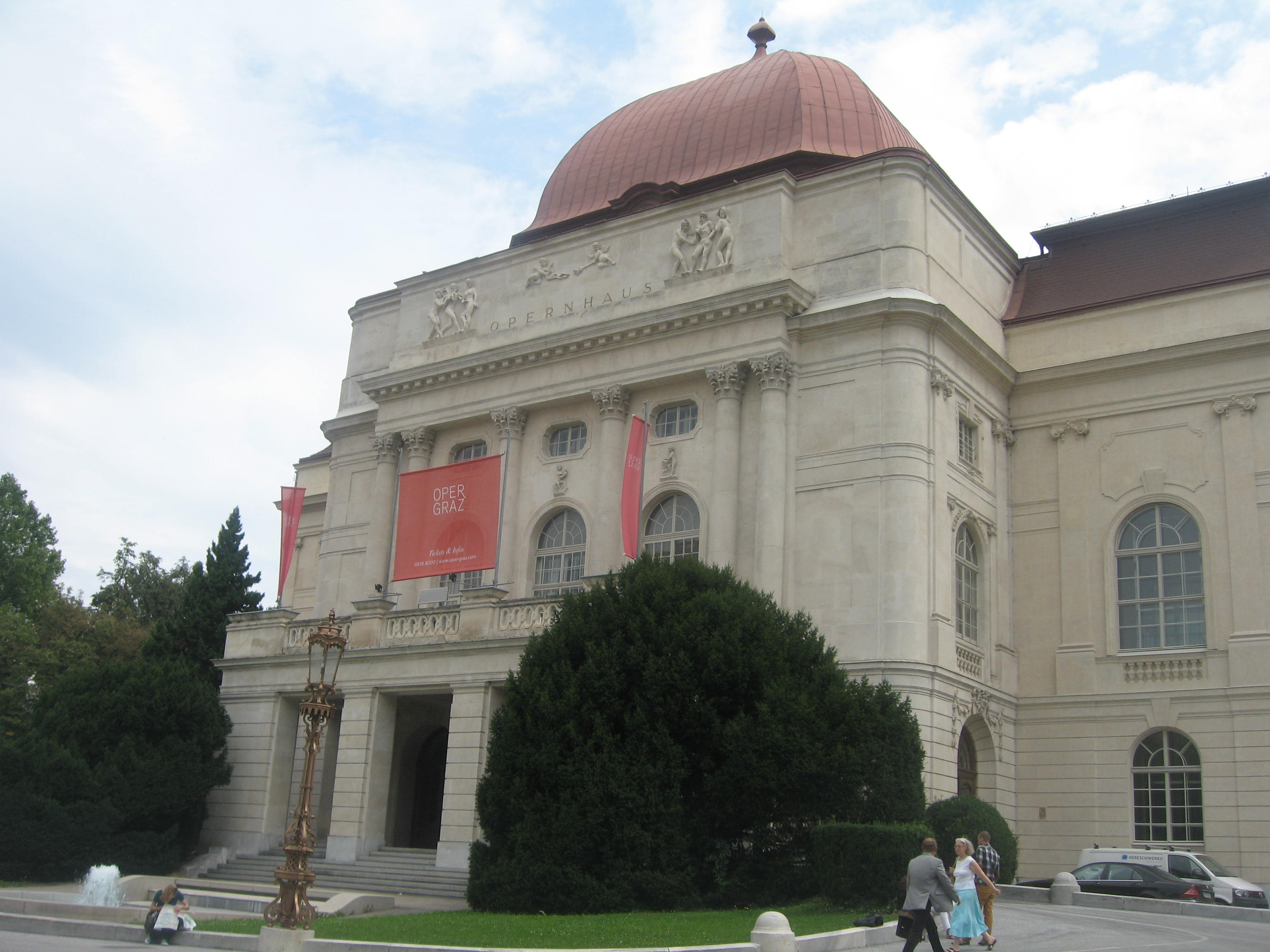
Faţadă principală
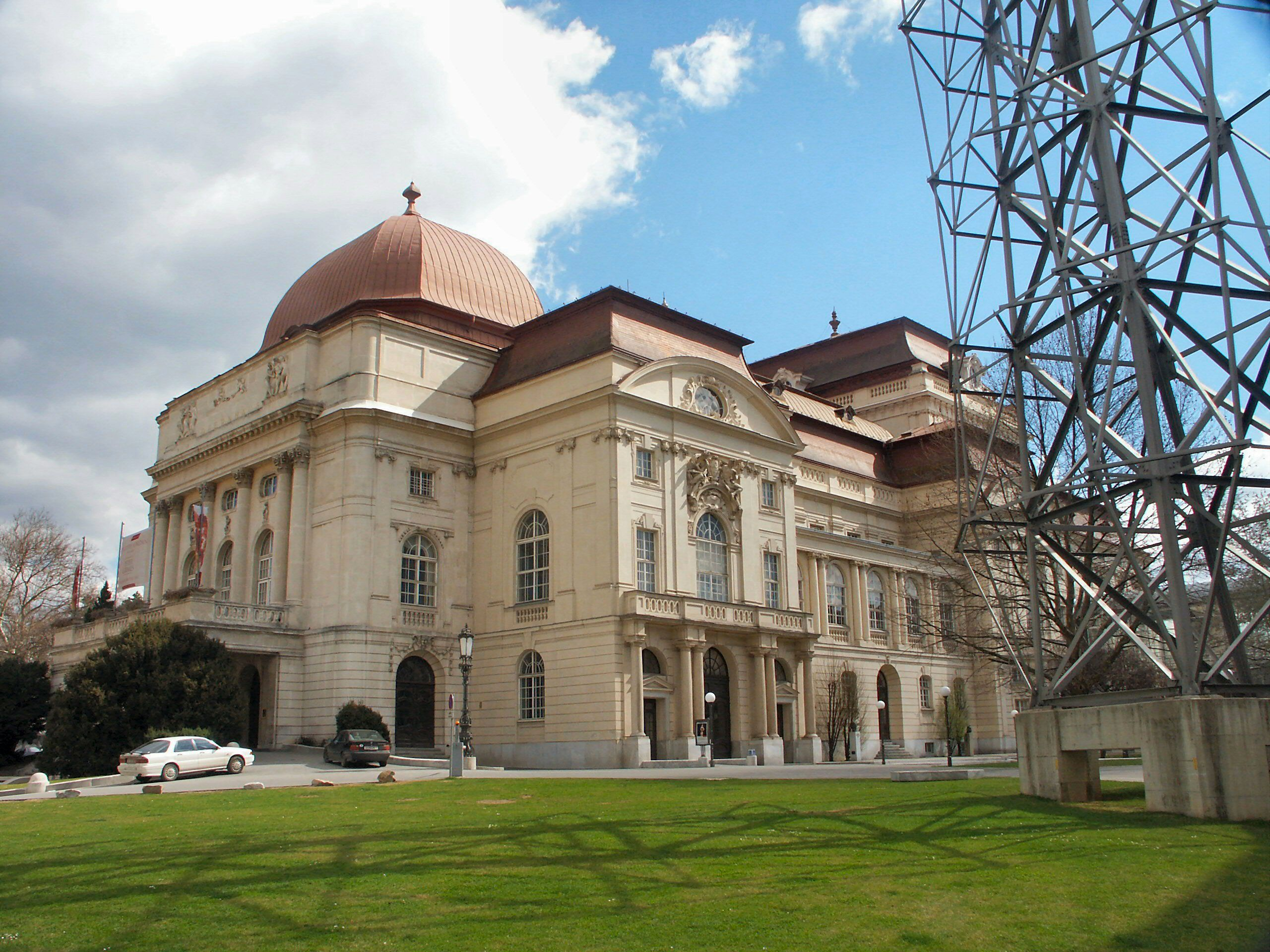
Faţadă exterioară
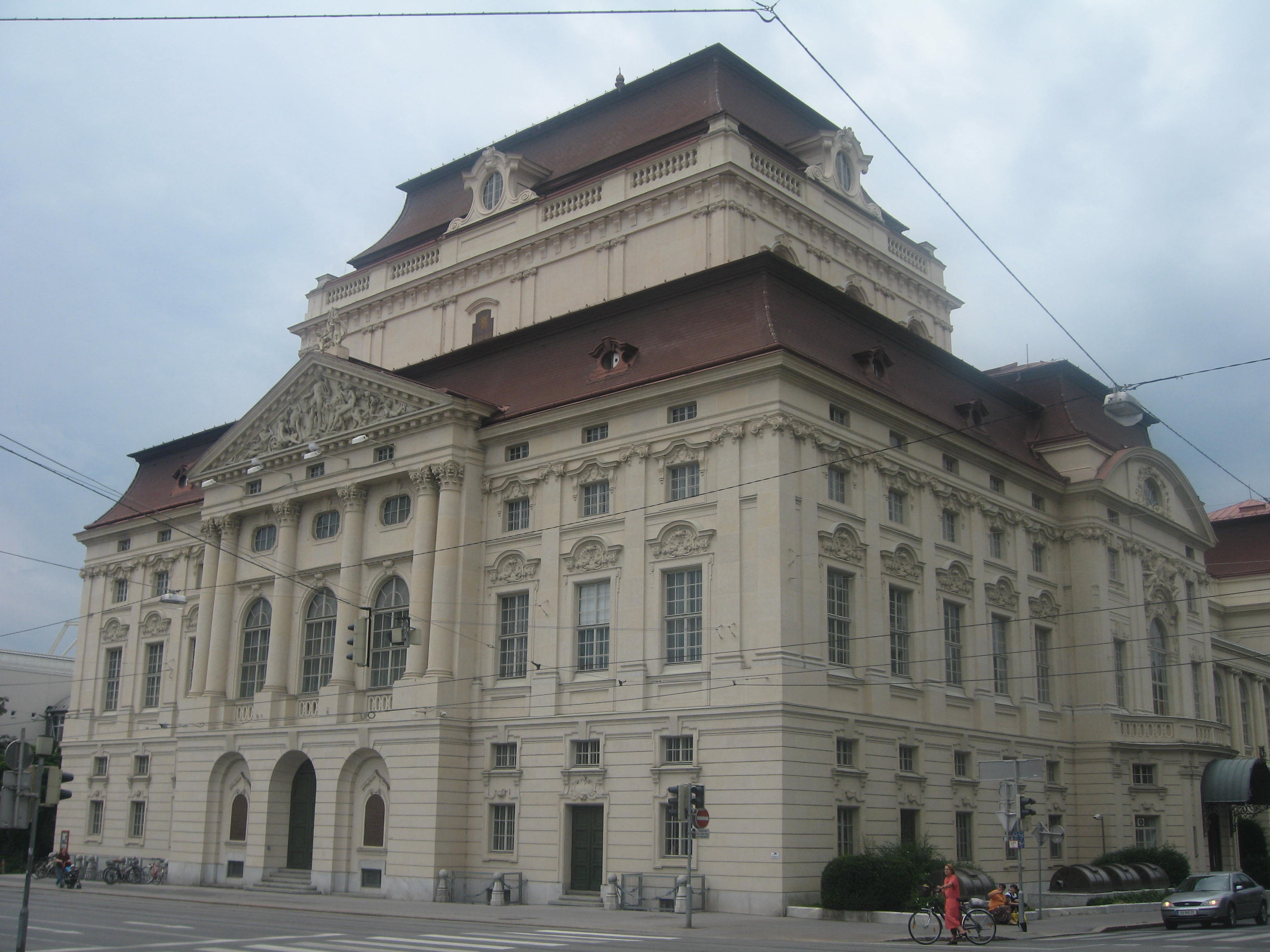
Faţadă exterioară
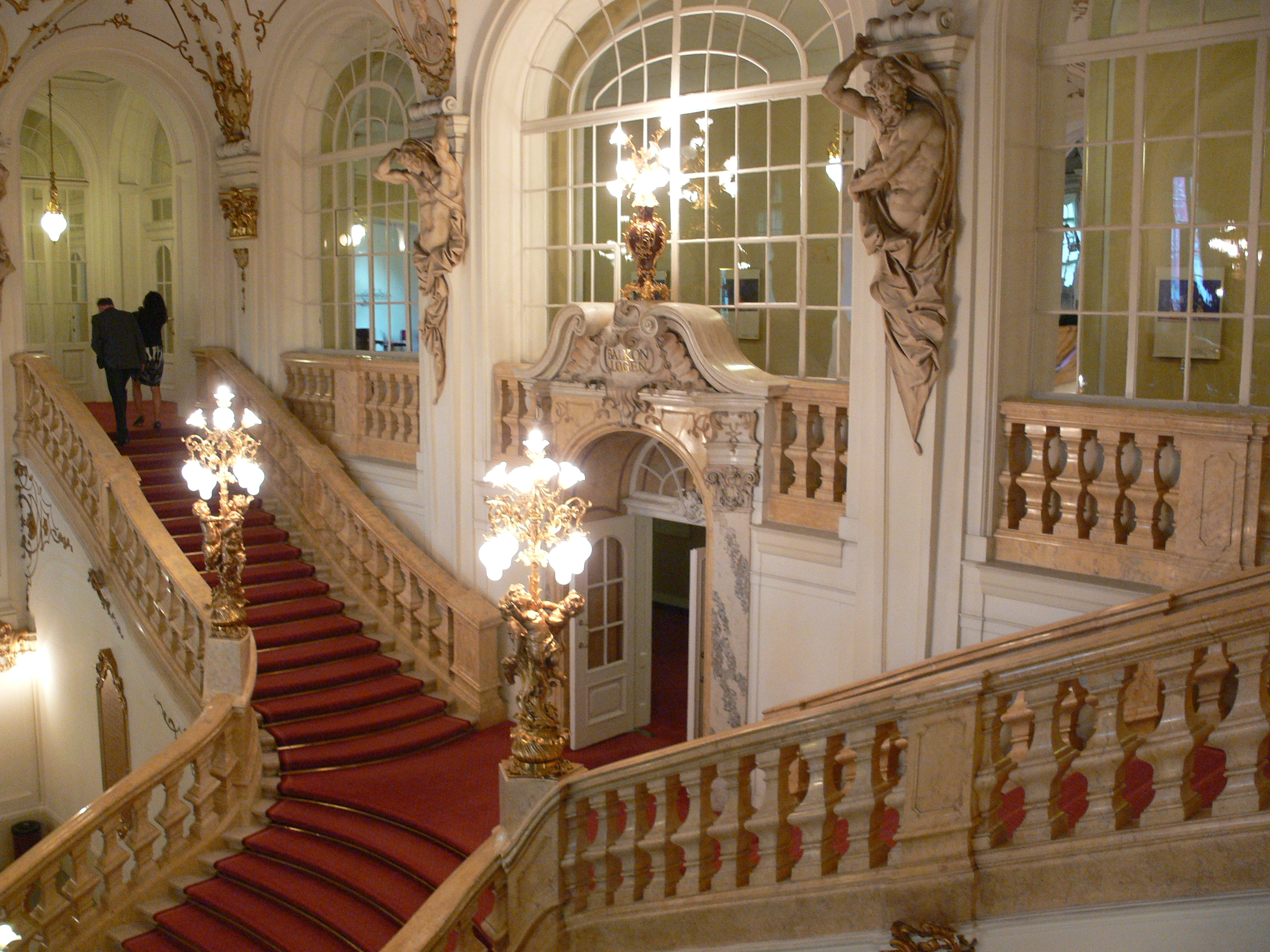
Scările de acces în auditoriu
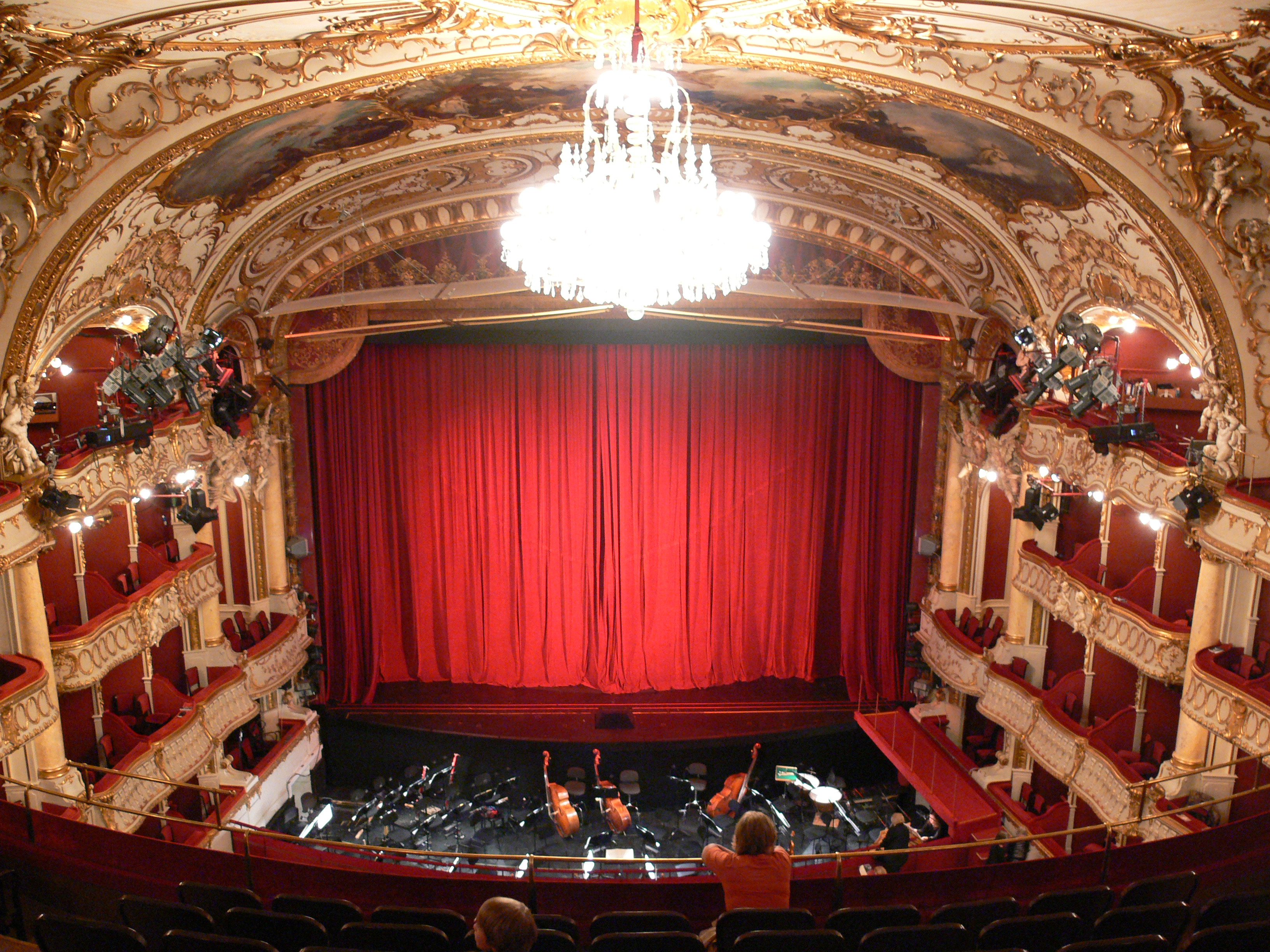
Auditoriul principal